# Jeremías Merlo
Jeremías Daniel Merlo (La Plata, 20 giugno 2006) è un calciatore argentino, attaccante del Gimnasia (LP).

## Caratteristiche tecniche
È un'ala sinistra.

## Carriera
Merlo è cresciuto nel settore giovanile del Gimnasia (LP), con cui ha firmato il primo contratto professionistico il 24 giugno 2024. Ha debuttato in prima squadra il 19 luglio seguente nell'incontro di Primera División perso 1-0 contro l'Independiente Rivadavia.

## Statistiche

### Presenze e reti nei club
Statistiche aggiornate all'11 novembre 2024.
| Stagione        | Squadra         | Campionato      | Campionato | Campionato | Coppe nazionali | Coppe nazionali | Coppe nazionali | Coppe continentali | Coppe continentali | Coppe continentali | Altre coppe | Altre coppe | Altre coppe | Totale | Totale | Totale |
| Stagione        | Squadra         | Comp            | Pres       | Reti       | Comp            | Pres            | Reti            | Comp               | Pres               | Reti               | Comp        | Pres        | Reti        | Pres   | Reti   |        |
| --------------- | --------------- | --------------- | ---------- | ---------- | --------------- | --------------- | --------------- | ------------------ | ------------------ | ------------------ | ----------- | ----------- | ----------- | ------ | ------ | ------ |
| 2024            | Gimnasia (LP)   | PD              | 4          | 0          | CA+CdL          | 0               | 0               |                    | -                  | -                  |             | -           | -           | 4      | 0      |        |
| Totale carriera | Totale carriera | Totale carriera | 4          | 0          |                 | 0               | 0               |                    | -                  | -                  |             | -           | -           | 4      | 0      |        |